# Seznam švedskih namiznih tenisačev
Seznam švedskih namiznoteniških igralcev.

## A
- Hans Alsér
- Mikael Appelgren

## B
- Stellan Bengtsson

## C
- Ulf Carlsson

## G
- Pär Gerell

## J
- Kjell Johansson

## K
- Kristian Karlsson

## M
- Truls Möregårdh

## O
- Mattias Översjö

## P
- Jörgen Persson

## W
- Jan-Ove Waldner